# Стукалов, Дмитрий Павлович
Дмитрий Павлович Стукалов (род. 2 мая 1951 года) — советский легкоатлет.

## Биография
Д. Стукалов специализировался в беге на 400 метров с барьерами. 
В 1968 году завоевал бронзу на Европейских юниорских легкоатлетических играх.
В 1970 году стал двукратным победителем юношеского чемпионата Европы: в барьерном беге на 400 метров и в эстафете 4х400 метров.
На Универсиаде 1970 года был третьим.
Бронзовый призёр чемпионата Европы 1971 года в Хельсинки.
Победитель Универсиады 1973 года.
Участвовал в чемпионате Европы 1974 года, но был лишь пятым. 
Участник Олимпиады 1976 года.
Серебряный призёр чемпионата Европы 1978 года.
Чемпион СССР (1973). Серебряный призер чемпионатов СССР (1975, 1976, 1977, 1978, 1979). Бронзовый призер чемпионатов СССР (1971, 1974).
Тренер — Я. П. Сидоров